# مشروع ربط الأنهار الهندية

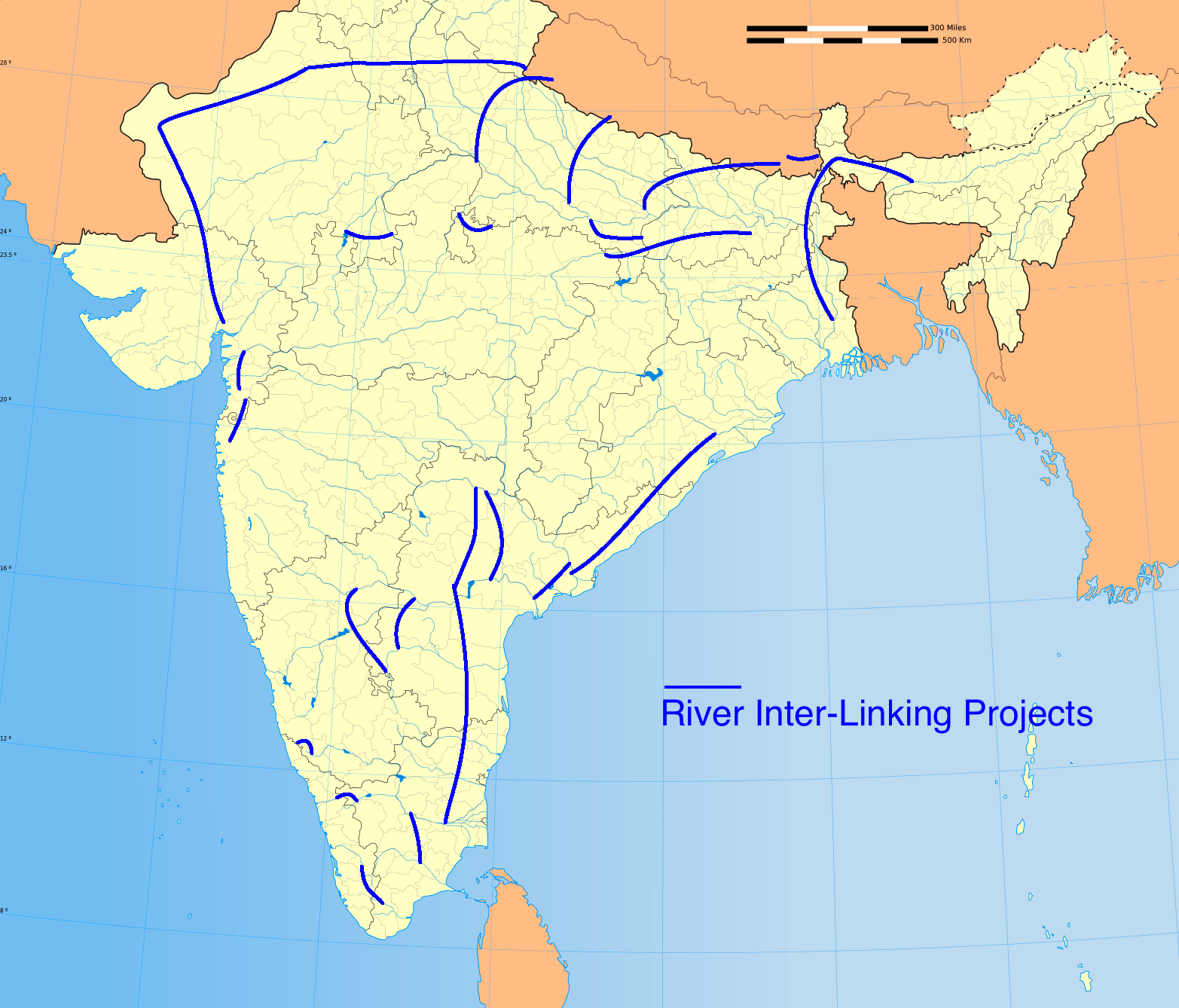
الترابط بين الأنهار، في جبال الهيمالايا وشبه الجزيرة

مشروع ربط الأنهار الهندية مشروع هندسة مدنية واسع النطاق مقترح يهدف لإدارة موارد المياه في الهند بشكل فعال عن طريق ربط الأنهار الهندية بواسطة شبكة من الخزانات والقنوات لتحسين الري وشحن المياه الجوفية، وتخفيض الفيضانات المتكررة في بعض المناطق وشح المياه في مناطق أخرى من الهند. في الهند 18% من سكان العالم ونحو 4% من موارد المياه في العالم. من الحلول المقترحة لحل مشاكل المياه في البلاد ربط الأنهار بالبحيرات.
مشروع الربط البيني قسم إلى ثلاثة أجزاء: مكون ربط بيني شمالي في الهيمالايا، ومكون ربط جنوبي في شبه الجزيرة، وبدءًا من 2005، مكون ربط أنهار بين الولايات. يدار المشروع من قبل الوكالة الوطنية الهندية للتنمية المائية التابعة لوزارة جال شاكتي. درست الوكالة الوطنية للتنمية المائية وأعدت تقارير عن 14 مشروع ربط بيني للمكون الشمالي، و16 مشروع ربط بيني للمكون الجنوبي، و37 مشروع ربط بين الولايات.
متوسط هطول الأمطار في الهند نحو 4,000 مترًا مكعبًا، ولكن معظم أمطار الهند تأتي في خلال فترة 4 أشهر تمتد من يونيو حتى سبتمبر. كذلك فإن الأمطار غير منتظمة في أرجاء البلد الكبير جدًا، إذ يحصل الشرق والشمال على معظم الأمطار، في حين يحصل الغرب والجنوب على أمطار أقل. تشهد الهند أيضًا سنوات من الرياح الموسمية الفائضة والفيضانات، تتبعها سنوات من الرياح الموسمية الأقل من المعدل أو المتأخرة مع حالات جفاف. التباين الجغرافي والزمني في توافر المياه الطبيعية في مقابل طلب المياه على مدار العام للري والشرب والأغراض الصناعية يخلق فجوة بين العرض والطلب، وقد أخذت هذه الفجوة تسوء مع ارتفاع عدد سكان الهند.
يدعي أنصار مشاريع الربط بين الأنهار الهندية أن الحل لمشاكل الهند المائية يكمن في حفظ المياه الفائضة عن الحاجة من مواسم الرياح الموسمية، وتخزينها في خزانات، وإيصال هذه المياه -باستخدام مشروع ربط الأنهار- إلى المناطق وفي الأزمان التي يصبح فيها الماء شحيحًا. فيما عدا الأمن المائي، يرى البعض أيضًا أن المشروع يوفر فوائد محتملة تتمثل في نقل البنية التحتية بالملاحة، والطاقة الكهرومائية، بالإضافة إلى توسعة مصادر الدخل في المناطق الريفية من خلال مزارع الأسماك. في حين يبدي المعارضون للمشروع مخاوفهم بشأن الآثار المعروفة جيدًا على البيئة والنظام البيئي والنزوح الاجتماعي بالإضافة إلى المخاطر غير المعروفة المرافقة للتلاعب بالطبيعة. فيما يبدي آخرون قلقهم من تسبب بعض المشاريع بآثار دولية ووجوب احترام حق بعض الدول كبنغلادش والمفاوضة عليه.

## تاريخه

### عصر الاستعمار البريطاني
لمقترح مشروع ربط الأنهار في الهند تاريخ طويل. خلال الحكم الاستعماري البريطاني، على سبيل المثال، اقترح مهندس القرن التاسع عشر آرثر كوتون خطة ربط الأنهار الكبرى في الهند لتسريع استيراد وتصدير البضائع من هذه المستعمرة البريطانية في جنوب آسيا، بالإضافة إلى مواجهة شح المياه والجفاف في جنوب شرق الهند، في أندرا براديش وأوريسا حاليًا.

### بعد الاستقلال
في سبعينيات القرن العشرين، اقترح الدكتور ك.ل. راو، وهو مصمم سدود ووزير ري سابق «شبكة مياه وطنية». كان قلقًا بشأن الشح الحاد في المياه في الجنوب والفيضانات المتكررة في الشمال كل عام. اقترح أن حوضي براهمابوترا وغانغا مناطق فائض مياه، ومناطق جنوب الهند ووسطها مناطق عجز مياه. اقترح أن تحول المياه الفائضة إلى مناطق العجز. عندما وضع راو مقترحه، كانت عدة مشاريع نقل بين الأحواض قد طبقت فعلًا في الهند، واقترح راو أن يبنى على هذا النجاح.
في عام 1980، خرجت وزارة الموارد المائية في الهند بتقرير عنوانه «منظورات وطنية لتنمية موارد المياه المائية». قسم هذا التقرير مشروع تنمية المياه إلى جزأين: مكون الهيمالايا ومكون شبه الجزيرة. وصل حزب الكونغرس إلى السلطة وترك هذه الخطة. في عام 1982، مولت الهند وأعدت لجنة الخبراء المنتخبين، عن طريق الوكالة الوطنية للتنمية المائية، لإكمال دراسات مفصلة واستبانات، وتحقيقات فيما يخص الخزانات والقنوات وكل جوانب جدوى ربط أنهار شبه الجزيرة وما يتعلق بذلك من إدارة للموارد المائية. أنتجت الوكالة الوطنية للتنمية المائية عدة تقارير على امتداد 30 عامًا، من 1982 حتى 2013. ولكن المشاريع لم تلاحق.
أعيد إحياء فكرة ربط الأنهار في 1999، بعد تكوين تحالف سياسي جديد للحكومة المركزية، ولكن هذه المرة مع تحول استراتيجي بارز. عدل الاقتراح ليصبح مشروع تنمية في الأحواض النهرية بدلًا من مشروع نقل مياه بين الأحواض النهرية.

#### القرن الحادي والعشرين
بحلول عام 2004، كان التحالف التقدمي الموحد الذي يقوده حزب الكونغرس في السلطة، وقد أعاد إحياء معارضته لمفهوم المشروع وخططه. أقام ناشطون اجتماعيون حملات تقول إن المشروع قد يكون كارثيًا من حيث التكلفة، والضرر المحتمل على البيئة والأنظمة البيئية، والجداول المائية والأخطار المقترنة بالتلاعب بالطبيعة. شكلت الحكومة المركزية للهند من 2005 حتى 2013 عددًا من اللجان، ورفضت عددًا من التقارير، ومولت سلسلة من دراسات الجدوى والتأثير، كل منها بمعايير وقوانين بيئية متغيرة.
في فبراير 2012، خلال التخلص من دعوى للصالح العام أقرت في 2002، رفضت المحكمة العليا إعطاء أي توجيه يخص تطبيق مشروع ربط الأنهار. صرحت المحكمة العليا أن هذا يشتمل على قرارات سياسية تخضع للسلطة التشريعية في حكومات الولايات والحكومة المركزية. ولكن المحكمة العليا وجهت وزارة الموارد المائية لتشكيل لجنة خبراء، «اللجنة الخاصة بربط الأنهار، لملاحقة المسألة مع الحكومات إذ لم يتقدم أي طرف بما يمنع تطبيق مشروع ربط الأنهار.

## مقارنات دولية
مشروع ربط الأنهار الهندية مشابه من حيث الحجم والتحديات التقنية لمشاريع ربط أنهار عالمية كبرى مثل:
- قناة الراين-الماين-الدانوب التي اكتملت في 1992، وتدعى أيضًا القناة الأوروبية، وتربط نهر الماين بنهر الدانوب، واصلةً بالتالي بحر الشمال والمحيط الأطلسي بالبحر الأسود. وتوفر شريانًا يصل ملاحيًا بين دلتا الراين في روتردان في هولندا ودلتا الدانوب في شرق رومانيا. يبلغ طولها 171 كم، ولها ارتفاع قمة (بين هويس هيلبولتشتاين وباخهاوزن) 406 م فوق سطح البحر، وهي أعلى نقطة على الأرض يمكن للسفن الوصول لها من البحر. في 2010، وفرت الوصلة سبيل الملاحة لملايين الأطنان (5.2 مليون طن) من البضائع، معظمها غذائية، وزراعية، وفلزات ومسمدات، ما ألغى حاجة 250,000 رحلة شاحنة في العام. القناة أيضًا مصدر للري، والمياه الصناعية، ومحطات توليد الطاقة.
- يتكون نظام ممر إيلينوي المائي من 541 كيلومترًا من الوصلات التي تصل نظامًا من الأنهار والبحيرات والقنوات المائية لتوفير ربط الشحن من البحيرات الكبرى إلى خليج المكسيك عبر نهر المسيسيبي. يوفر طريقًا ملاحيًا؛ الشحنات الرئيسية هي الفحم لمحطات توليد الطاقة، والمواد الكيميائية، والبترول مع التيار الصاعد، والمنتجات الزراعية مع التيار الهابط للتصدير بشكل رئيسي. ممر إيلينوي المائي هو المصدر الرئيسي للحاجات المائية الصناعية والصحية على امتداد طريقه؛ ويخدم تصفية البترول، ومعالجة اللباب والورق، والحدادة، والتخمير والتقطير، وصناعات المنتجات الزراعية.
- ممر تينيسي-تومبيغبي المائي ممر مائي صنعه الإنسان بطول 377 كيلومترًا يصل نهر تينيسي بنهر المحارب الأسود-تومبيغبي في الولايات المتحدة الأمريكية. يربط ممر تينيسي-تومبيغبي المائي بين المناطق الكبرى المنتجة للفخم والمناطق المستهلكة للفحم، ويؤدي دور سبيل الملاحة التجارية لمنتجات الفحم والأخشاب. وجدت الصناعات التي تستخدم هذه الموارد الطبيعية الممر المائي أفضل طريق نقل لها من حيث كفاءة التكلفة. الماء من ممر تيني-توم المائي مصدر رئيسي لموارد المياه الصناعية، وموارد مياه الشرب العامة، والري على طريقه.